# Carapelle
Carapelle – miejscowość i gmina we Włoszech, w regionie Apulia, w prowincji Foggia.
Według danych na rok 2004 gminę zamieszkiwało 5900 osób, 245,8 os./km².